# Ладва, Оттомар
Оттомар Ладва (эст. Ottomar Ladva, род. 17 июня 1997, Хаапсалу, Эстония) — эстонский шахматист, чемпион Эстонии по шахматам (2013, 2015, 2016, 2018), гроссмейстер (2016).

## Биография
Четырехкратный победитель юниорского первенства Эстонии по шахматам (2010, 2012, 2013, 2014). С 2006 года участвовал в юношеских чемпионатах Европы в разных возрастных группах. В чемпионатах Эстонии по шахматам завоевал четыре золотые (2013, 2015, 2016, 2018) и серебряную медаль (2014). Своей победой в 2013 году Оттомар Ладва стал самым юным чемпионом в истории шахматных чемпионатов Эстонии, побив рекорд, который с 1982 года принадлежал Лембиту Оллю.
Представлял Эстонию на шахматных олимпиадах (2012, 2014). 

## Спортивные результаты
| Год  | Город   | Турнир         | + | − | = | Результат | Место |
| ---- | ------- | -------------- | - | - | - | --------- | ----- |
| 2012 | Стамбул | 40-я Олимпиада | 5 | 3 | 1 | 5½ из 9   |       |
| 2014 | Тромсё  | 41-я Олимпиада | 5 | 3 | 3 | 6½ из 11  |       |
| 2016 | Баку    | 42-я Олимпиада | 4 | 2 | 5 | 6½ из 11  |       |

## Изменения рейтинга
| Графики недоступны из-за технических проблем. См. информацию на Фабрикаторе и на mediawiki.org. |